# Miramar (Bocas del Toro)
Miramar ist ein Corregimiento des Bezirks Chiriquí Grande in der Provinz Bocas del Toro in Panama. Bei der Volkszählung im Jahr 2023 hatte es 729 Einwohner. Das Corregimiento erstreckt sich über eine Fläche von 26,7 km².

## Bevölkerung
Die folgende Tabelle zeigt die Bevölkerung des Corregimientos Miramar, wie es in den Volkszählungen 2000, 2010 und 2023 erfasst wurde.
| Jahr         | 2000 | 2010 | 2023 |
| ------------ | ---- | ---- | ---- |
| Einwohner    | 912  | 1232 | 729  |
| davon Männer | 499  | 641  | 360  |
| davon Frauen | 413  | 591  | 369  |

## Orte
Im Corregimiento Miramar befinden sich folgende Orte:
- Gualaca o Gualaquita
- La Esperanza
- La Gloria
- Los Cedeños
- Los Chiricanos
- Los Franceses
- Miramar